# デング熱
デング熱（デングねつ、まれにデンゲ熱とも、英: dengue fever [ˈdɛŋgi -], breakbone fever）とは、デングウイルス（w:Dengue virus）が原因の感染症であり、熱帯病の一つである。

蚊の吸血活動を通じて、ウイルスが人から人へ移り、高熱に達することで知られる一過性の熱性疾患である。症状には、発熱・頭痛・筋肉痛・関節痛、はしかの症状に似た特徴的な皮膚発疹を含む。

## 概略
治療方法は対症療法が主体で、急性デング熱にはいま起きている症状を軽減するための支持療法 (supportive therapy, supportive care)が用いられ、軽度または中等度であれば、経口もしくは点滴による水分補給、より重度の場合は、点滴静脈注射や輸血といった治療が用いられる。ただ稀ではあるが、生命を脅かすデング出血熱に発展し、出血、血小板の減少、または血漿（けっしょう）漏出を引き起こしたり、デングショック症候群に発展して出血性ショックを引き起こすこともある。
主な媒介生物はヤブカ属の中でも特にネッタイシマカ(Aedes aegypti)やヒトスジシマカ(Aedes albopictus)などの蚊によって媒介される。このウイルスには4つの異なる型があり、ある型に感染すると、通常その型に対する終生免疫を獲得するが、他の型に対する免疫は短期間にとどまる。また、異なる型に続けて感染すると、重度の合併症のリスクが高まる。
デング熱が文献に現れるようになったのは1779年からであり、ウイルスが原因であることや伝染経路について解明されたのは、20世紀初頭である。第二次世界大戦以降、デング熱は世界的に広まり、1960年代からその発生数は急激に増加している。現在では、110か国以上で毎年およそ5000万人から1億人が感染する風土病となっている。うち70%がアジアで、インドは全世界の34%を占める世界一の感染者数を持つ。また「実際の感染規模は政府公表の数百倍を超える」とする専門家もいる。
主な原因として、急激な都市化や地球温暖化、また国際化による人の往来の増加による感染拡大が関与していると考えられている。対策としては、蚊の駆除の他に、ワクチンの研究やウイルスに直接働きかける薬物治療の研究が進められている。

## 臨床像

デング熱の症状を示す略図

デングウイルスに感染しても8割は無症状であり、それ以外も軽度の症状、例えば合併症を伴わない発熱症状が現れるだけがほとんどである。しかし、5%の感染者では重症にまで発展し、さらにごく一部では生命を脅かすこともある。潜伏期間（感染してから症状が出るまでの期間）は3日から14日であるが、ほとんどの場合は4日から7日である。このため、デング熱の流行地域から戻ってきた旅行者が、帰宅してから14日以上経った後で、発熱やその他の症状が出始めた場合、デング熱である可能性は極めて低い。子供の場合、風邪や胃腸炎（嘔吐や下痢）とよく似た症状がたびたび現れ、症状は一般的に大人よりも軽いが、その一方で重度の合併症に陥りやすい。

### 臨床経過

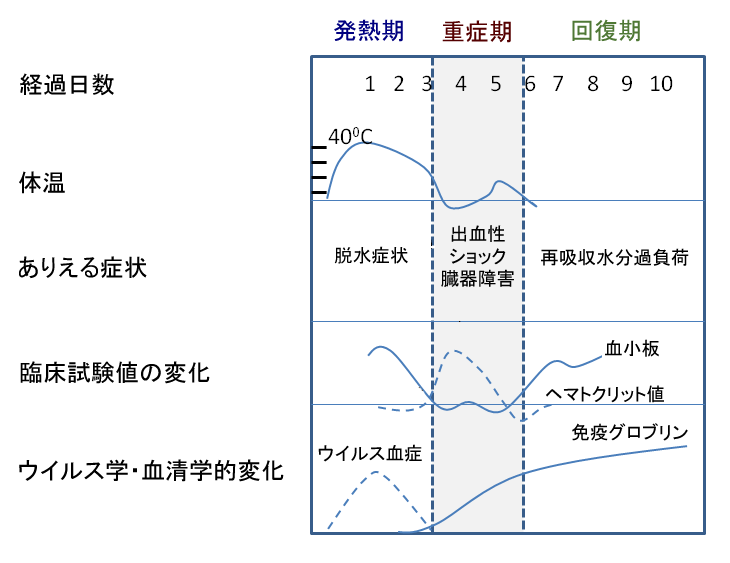
デング熱の臨床経過

デング熱の症状の特徴は、突然の発熱、頭痛（一般的に目の奥の痛み）、筋肉や関節の痛み、発疹である。英語で別名「break-bone fever」と呼ばれているが、デング熱に伴う筋肉や関節の痛みに由来している。感染には、発熱、重症、回復の3段階がある。
発熱期には、40℃以上の高熱が出ることがよくあり、全身の痛みや頭痛を伴う。通常、このような症状が2日から7日続く。この段階で発疹の症状が現れるのは、50 - 80%である。1日目または2日目に紅斑が現れるか、さらに4日から7日疾患段階が経過した後に、はしかに似た発疹が現れる。またこの時点で、点状出血（皮膚を押したときに消えないまま残る小さな赤色の点で、毛細血管の破綻が原因）がいくつか現れ、口や鼻の粘膜から軽度の出血がある場合もある。基本的に、発熱自体は1日か2日の間で急に熱が上がって下がるという二相性を示すが、どのような頻度でこの二相性発熱が生じるかはまちまちである。
中には重症に発展する人もいる。重症に至る場合、それは高熱から回復した後であり、通常1日から2日続く。この段階で、毛細血管の透過性が増し、水分の漏れが増加することで、胸腔や腹腔に多量の水分が溜まる場合がある。これにより、血液量減少が生じたり、循環性ショックが生じたりする。またこの段階では、臓器障害や大量出血が、一般的には消化器で起きることがある。デングショック症候群と呼ばれる循環性ショックやデング出血熱と呼ばれる出血が発症する割合は、全症例の5%未満であるが、以前に他の血清型のデングウイルスに感染したことがある場合（つまり、2回目の感染の場合）は、そのリスクが増える。
引き続き、血流に漏れた水分が再び吸収されることによって症状は回復していく。これは通常2、3日かかる。回復は目覚しいが、激しい痒みが発生したり、徐脈（心拍が遅くなること）がよくある。斑丘疹または血管炎症候群といった別の発疹が現れ、皮膚が剥けてくる場合もある。この段階で、水分過負荷状態になることがあり、これが脳浮腫や意識レベルの低下、てんかんを引き起こす。数週間、疲労感が続く。

### 付随する症状
デング熱は人体の他の部位に影響を与える場合もある。それは、単独の症状で現れることもあれば、典型的なデング熱の症状と共に現れる場合もある。意識レベルの低下は、重症例の0.5 - 6%で発生するが、ウイルス性脳炎がその原因の場合もあれば、肝臓などの重要な臓器の障害が間接的な起因となる場合もある。
その他の神経疾患については、横断性脊髄炎やギラン・バレー症候群などがデング熱の合併症として報告されている。心筋炎や急性肝不全は、稀に起こる合併症の一つである。

## 病原体

### デングウイルス
デングウイルス（DENV）は、フラビウイルス科フラビウイルス属のRNAウイルスである。同じ属には、黄熱病ウイルス、ウエストナイルウイルス、セントルイス脳炎(St. Louis encephalitis)ウイルス、日本脳炎ウイルス、ダニ媒介性脳炎ウイルス(Tick-borne encephalitis virus)、キャサヌール森林病(Kyasanur forest disease)ウイルス、オムスク出血熱（Omsk hemorrhagic fever）ウイルスがある。これらのほとんどは、節足動物（蚊やマダニ）が媒介しているため、アルボウイルス（節足動物媒介性ウイルス）とも呼ばれている。
デングウイルスゲノム（全遺伝子情報）は、約11,000のヌクレオチド塩基からなっている。その塩基配列は、ウイルスの粒子状構造に必要な3種のタンパク質分子（C、prM、E）と感染した宿主細胞にのみ発現し、ウイルスの複製に必要となる7種のタンパク質分子（NS1、NS2a、NS2b、NS3、NS4a、NS4b、NS5）をコードしている。また、血清型で4つのウイルス型、DENV-1、DENV-2、DENV-3、DENV-4に分類される。これらの4つの血清型はすべて、あらゆる症状を引き起こす原因となる。例えば、ある血清型に感染すると、その血清型に対する終生免疫を獲得するが、他の血清型に対する防御は短期間にとどまる。
2度目の感染で重度の合併症が特に起こりやすいのは、以前血清型DENV-1に感染した人が、血清型DENV-2または血清型DENV-3に感染する場合や、以前血清型DENV-3に感染した人が、血清型DENV-2に感染する場合である。

### 感染経路

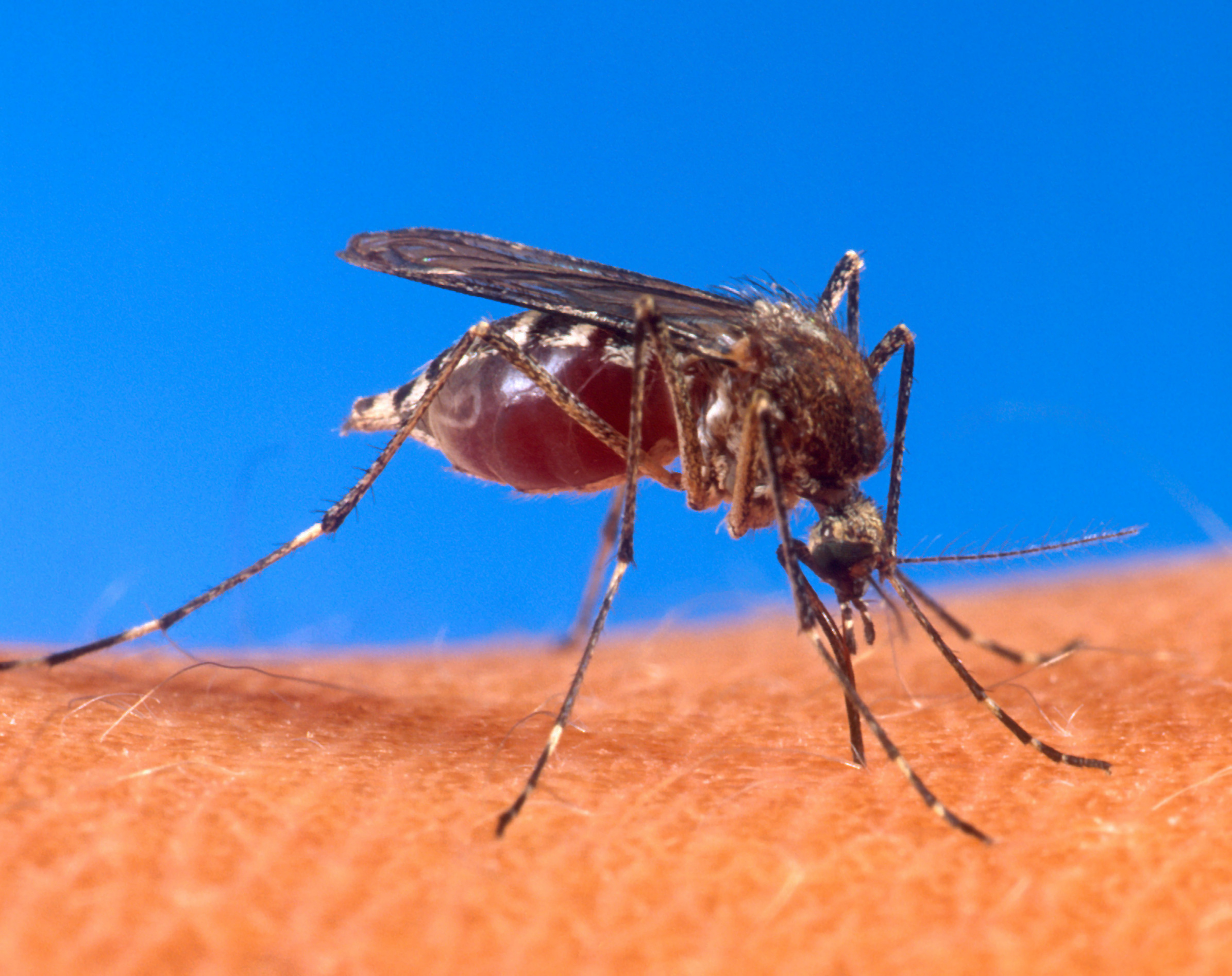
栄養源であるヒトに吸い付くネッタイシマカ(Aedes aegypti)

デングウイルスは、主にヤブカ、とりわけネッタイシマカ(Aedes aegypti)によって媒介される。これらの蚊は通常、北緯35度から南緯35度の間、標高1,000メートル以下の所に生息している。刺されるのは主に日中である。病気を媒介するヤブカの種には、他にヒトスジシマカ、ポリネシアヤブカ(Aedes polynesiensis)、スクテラリスシマカ(Aedes scutellaris)がある。ウイルスは、主にヒトを宿主とするが、ヒト以外のサル目にも伝染する。たったひと刺しで感染し得る。デング熱に感染した人からメスが吸血すると、蚊の腸の内壁細胞にウイルスが感染する。およそ8日から10日後、ウイルスは他の組織にも広がり、これが唾液腺にまで及ぶと、ウイルスが唾液中に放出されるようになる。蚊はウイルスから有害な影響を受けないようであり、生涯感染したままである。ネッタイシマカは、人工の水容器を産卵場所として好むため、ヒトの近くに住み着き、他の動物よりもヒトから吸血することが多い。ウイルスを保有する蚊が産卵した場合、ヒトスジシマカでは約10%の割合で卵にウイルスが垂直伝播することが明らかとされている。
通常、人間同士の直接感染は起こらない。ただし、輸血、血液製剤、臓器移植は例外である。シンガポールなどのデング熱が流行している国々では、その感染リスクは、10,000回の輸血のうち1.6 - 6回と見積もられている。また、妊娠中もしくは出産時に、母親から子供へ垂直感染することも報告されている。そのほか、まれに人から人へと感染することも報告されている。

### 傾向
重度の疾患は、乳幼児により多く見られ、多くの他の感染症とは対照的に、比較的栄養を多く摂っている子供たちの方が、なりやすい。また、男性よりも女性のほうがリスクが高い。糖尿病や気管支喘息など持病がある人がデング熱にかかると、命にかかわることがある。
特定遺伝子における遺伝的多型（通常見られる遺伝的差異）は、重度のデング熱合併症のリスクを高める。これには、腫瘍壊死因子α (TNF-α)、マンナン結合レクチン、細胞障害性Tリンパ球抗原4（CTLA4）、トランスフォーミング増殖因子β(TGFβ)、樹状細胞特異的ICAM-3結合ノンインテグリン（DC-SIGN）などのタンパク質をコードしている遺伝子やヒト白血球型抗原の特定の遺伝子座が含まれる。また、アフリカで広まっているグルコース-6-リン酸脱水素酵素欠損症と呼ばれる遺伝子疾患は、リスクを高めるおそれがある。ビタミンD受容体やFc受容体の遺伝子多型は、2度目にデングウイルスに感染したときに重度の疾患になることを防ぐと言われている。

## 発症機構
デングウイルスを運ぶ蚊が人を刺すと、蚊の唾液と共にウイルスが皮膚に侵入する。ウイルスは、白血球と結合してその中に入り、体内を移動しながら細胞内で増殖する。白血球は、インターフェロンなどの多くのシグナルタンパク質を生成しながら応答するが、それが発熱やインフルエンザのような症状、重度の痛みなど多くの症状を引き起こす。重度の感染の場合、体内でウイルス増殖が大幅に増大し、さらに多くの臓器（例えば肝臓や骨髄）に影響を与え、血流から漏出した液体が、小さな血管の壁を通り体腔へと流れる。その結果、血管内で循環する血液が減少して血圧が下がるため、主要な臓器に十分な血液を送ることができなくなる。さらに、骨髄で機能障害が起こると、有効血液の凝固に必要な血小板の数が減少する。これにより、出血や他の主要なデング熱合併症のリスクが高まる。

### ウイルス複製
デングウイルスは皮膚に入るとすぐに、ランゲルハンス細胞（皮膚内にある樹状細胞の集合体で、病原体を識別する）と結合する。ウイルスは、ウイルスタンパク質とランゲルハンス細胞上の膜タンパク質、特にDC-SIGNやCLEC5AなどのC型レクチンやマンノース受容体と結合した際に生じるエンドサイトーシスという仕組みによって細胞内に入る。DC-SIGNは、樹状細胞上にある異物を認識する非特異的受容体であり、ここが主な進入口とみられている。樹状細胞は、最も近いリンパ節に移動する。一方ウイルスゲノムは、細胞の小胞体上にある膜結合型小胞で翻訳され、細胞のタンパク質合成器官が、新しいウイルスタンパク質を合成する。合成されたウイルスタンパク質によってウイルスRNAは複製される。未熟なウイルス粒子は、ゴルジ体へと送られる。ゴルジ体は細胞内小器官の一つで、いくつかのタンパク質は糖タンパク質へと修飾される。こうして成熟した新しいウイルスは、感染した細胞の表面上で出芽し、エキソサイトーシスという仕組みによって放出され、単球（Monocyte）やマクロファージなどの他の白血球内に侵入できるようになる。
感染した細胞はすぐに、インターフェロンやサイトカインを生成するようになる。これらは、自然免疫系を介して、JAK-STAT経路によって媒介されるタンパク質グループの生成を大幅に増加し、ウイルス感染に対する様々な防御機構を働かせ始める。デングウイルスの血清型の中には、この過程を遅らせるメカニズムがみられる。また、インターフェロンは、獲得免疫系を活性化して、ウイルスに対する抗体を生成する他に、ウイルス感染した細胞すべてを直接攻撃するT細胞も生成する。このようにして様々な抗体が生成される。ある抗体は、ウイルスタンパク質と密接に結合し、食細胞が食作用によって取りこみ破壊する。しかし、抗体がウイルスとしっかり結合しないと、食作用によって食細胞に取り込まれたウイルスは破壊されずに複製される。

### 重度の疾患
2度目に異なる血清型のデングウイルスに感染すると、デング出血熱やデングショック症候群のリスクが高まる理由は、まだ解明されていない。最も広く受け入れられている仮説に、抗体依存性感染増強（英: Antibody-dependent enhancement、ADE）がある。ADEの背景にある正確なメカニズムは不明である。抗原の破壊には関与しない抗体と弱く結合することによって、破壊しようと取り込まれたウイルスが白血球内の別の区画に誤って運ばれることが原因であるかもしれない。ADEの他にも、重度のデング熱に付随する合併症を引き起こすメカニズムがあると言われており、様々な研究結果はT細胞およびサイトカインや補体などの可溶性因子の関与を示唆している。
重度の疾患では、2つの問題が現れる。血管内皮（血管内に並ぶ細胞）の機能障害と血液凝固障害である。血管内皮障害は、血液が血管から胸腔や腹腔へ漏出する原因となり、血液凝固障害は、出血性合併症を引き起こす。重度の疾患は、血中でのウイルス増加と骨髄や肝臓などの臓器が影響を受けることによるものである。感染した臓器の細胞は死に、サイトカインの放出や線溶系（血液凝固とは反対向きにはたらく血栓分解）の活性化に至る。この結果、内皮機能障害や血液凝固障害をもたらす。

## 診断
| 警戒兆候                                  |
| 腹痛                                      |
| 続く嘔吐                                  |
| 肝腫大                                    |
| 粘膜出血                                  |
| 血小板の減少に伴う ヘマトクリット値の上昇 |
| 倦怠感                                    |

デング熱の診断は一般的に、報告された症状と診察に基づいて、臨床的に行われる。これは、特に流行地域であてはまる。しかし、初期の疾患は、他のウイルス感染症との識別が困難なことがある。推定診断は、発熱の症状と次の中から2つの症状を確認することで行われる。吐き気や嘔吐、発疹、全身の痛み、白血球数の減少、ターニケット試験（Tourniquet test）で陽性の場合、または風土病が警告されている地域に住んでいて、警戒兆候（表を参照）が見られる場合である。警戒兆候は通常、重度のデング熱が発症する前に現れる。ターニケット試験は容易に実施できるので、臨床検査が不可能な状況において特に有用である。試験では、血圧計カフを5分間使用し、点状出血を数える。その数が多いほど、デング熱である可能性が高いと診断される。
熱帯または亜熱帯地域に滞在して2週間以内に発熱した場合は、診断を受ける必要がある。デング熱は、チクングニア熱との識別が難しい。チクングニア熱は、デング熱とよく似たウイルス感染症で、共通する症状が数多くあり、同様の地域で発生している。また、マラリア、レプトスピラ症、腸チフス、細菌性髄膜炎などもデング熱と似たような症状をもたらすため、それらの病気を除外するための検査が必要となることも多い。
臨床検査で一番早く変化が検出されるのは、白血球の減少で、続いて血小板減少や代謝性アシドーシスが見られることが多い。重度の疾患では、血漿漏出の結果、血液濃縮（ヘマトクリット値の上昇）や低アルブミン血症が起きる。胸水や腹水は、診察時に胸部や腹部が膨隆していることで検出することも可能ではあるが、超音波検査で流体を確認することはデングショック症候群の早期発見に役立つ。しかし、検査装置は、入手困難な場合も多く、その使用は限られる。

### 分類
2009年、世界保健機関（WHO）はデング熱の分類法を見直し、合併症のないものと重度のものという2種類にした。それは、1997年のWHOの分類があまりにも制約が多かったため、今でも幅広く使用されてはいるものの、単純化する必要があったためである。1997年の分類では、デング熱を原因不明の発熱、デング熱、デング出血熱に分けていた。デング出血熱は、さらにグレードI - IVに細分されていた。グレードIは、発熱が見られて、内出血しやすい状態やターニケット試験で陽性反応が出た場合のみで、グレードIIは、特発性出血が皮膚や他の箇所で起こる場合である。グレードIIIは、臨床的にショックが認められた場合で、グレードIVは、ショックがあまりにも重篤なため、血圧や拍動が計測不可能な場合である。グレードIIIとIVは、「デングショック症候群」とも呼ばれる。

### 臨床検査
デング熱は、微生物学的臨床検査で診断が可能である。検査は、細胞培養によるウイルス分離、ポリメラーゼ連鎖反応（PCR）による核酸検出、ウイルス抗原検出や特異抗体などの血清学的検査によって行われる。ウイルス分離や核酸検出は、ウイルス抗原検出よりも正確ではあるが、より費用がかかるためあまり用いられていない。また、これらの検査はどれも、疾患の初期段階では陰性を示すこともある。PCRとウイルス抗原検出は、最初の7日間により正確な結果が出る。インフルエンザ診断と同じ機器が使用できるPCR検査が2012年に導入されたが、今後ますます活用されると予想される。
このような臨床検査は、血清学的なものを除き、疾患の急性期に限って診断の役に立つ。デングウイルス特異抗体、免疫グロブリンG(IgG)型および免疫グロブリンM(IgM)型の検査は、感染の後期において診断を確認するのに役立つ。IgGとIgMは共に、5 - 7日後に生成される。IgMの最高レベル（力価）は最初の感染後に現れるが、IgMは2度目または3度目の感染でも生成される。またIgMは、最初の感染後30 - 90日で検出されなくなるが、すぐに再感染が起きた場合は、再び検出される。対照的にIgGは、60年以上もの間検出され、症状がない場合、過去の感染歴を知るのに有用である。血中のIgGは、最初の感染の14 - 21日後にピークに達する。その後の再感染では、より早い段階でピークに達し、力価は通常さらに高くなる。IgGとIgMは共に、感染したウイルスの血清型に対する防御免疫を提供する。IgGおよびIgM抗体を用いる臨床検査は、黄熱ウイルスなどの他のフラビウイルスと交差反応を起こすため、このような血清学的検査では判断が困難な場合もある。IgG検出のみでは通常診断を下さないが、14日後に血液サンプルを再収集し、特異的IgGのレベルが4倍以上増加した場合はその限りではない。デング熱の症状が見られる場合は、IgM検出で診断は確定する。

## 予防

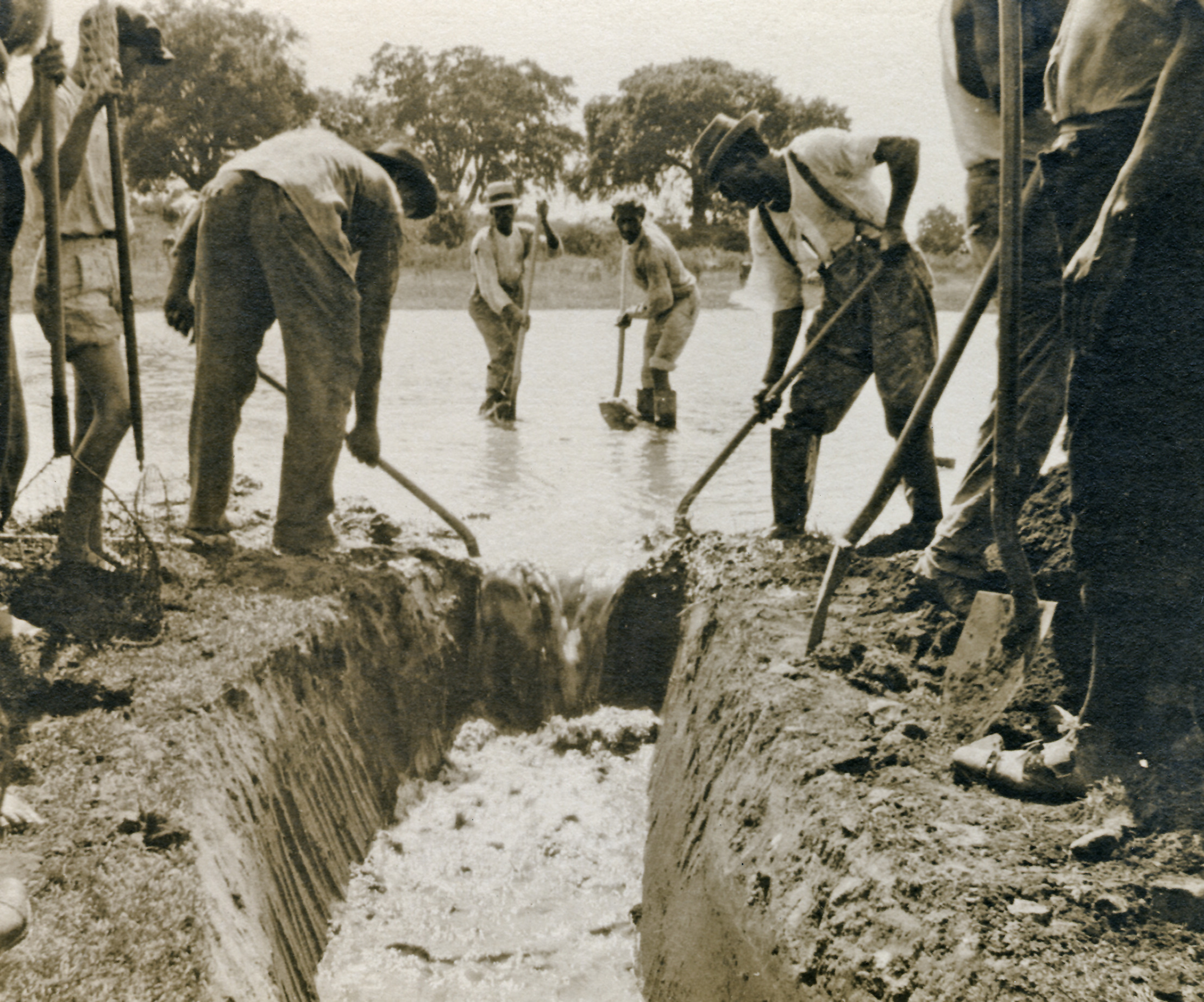
溜まり水を取り除く作業をしている1920年代の写真。このようにして蚊の個体数を減らしていた。

デングウイルスには、2009年時点では認可されたワクチンは存在しない。2015年時点で可能な予防法は、ウイルスを媒介する蚊に刺されないように、身を守ることである。
世界保健機構は、以下の5点で構成される『総合的媒介動物制御プログラム』を奨励している。
1. 公衆衛生機関と社会共同体を強化するための提唱、社会的動員や法律の制定
2. 官民挙げて公衆衛生部門と他の部門が連携すること
3. 資源を最大限に活用するための疾患制御への統合的な取り組み
4. すべての予防方法が目的に適っていることを確実にするための根拠ある意思決定
5. 現地の状況に対して適切に対応するための能力向上

ネッタイシマカを駆除するための方法は、生息地を減らすことである。その方法として、ボウフラが生息する水の入った容器を空にしたり、蚊の生息地に殺虫剤や生物的防除剤を撒く方法が挙げられるが、リン酸エステルやピレスロイドの殺虫剤を事前散布しても、予防効果はないと考えられている。
また殺虫剤は、健康にマイナスの影響を与える懸念があり、防除剤は運搬がかなり困難なため、環境改善を通じて、ボウフラが生息する水の溜まり場を減らすことが、駆除方法として最も好ましい。個人対策としては、皮膚を覆う服を着用したり、休息時に蚊帳を使用し、防虫剤（ディート(DEET)が最も効果的である）を利用して、蚊に刺されないようにする。
デング熱対策として、イギリスのバイオテクノロジー企業オキシテック（Oxytec）が、遺伝子組換え技術により、致死性遺伝子を組み込んだオス蚊を開発し、ブラジルのジェアゼイロで1000万匹以上が放出された。マレーシアでも実施の段階に入っており、アメリカ合衆国フロリダ州南部の島でも放出される計画がある。メキシコでも、カリフォルニア大学のアンソニー・ジェームズの研究チームが飛べないように改造したメスの遺伝子組み換え蚊を使った実験が行われた。
蚊の駆除以外の手段として、ネッタイシマカにボルバキアを共生させ、蚊の体内におけるデングウイルスの増殖を抑えることで、感染率を下げる試みが行われている。ボルバキアは節足動物の体内に高頻度で見いだされる共生細菌だが、ネッタイシマカとは共生していない。これを蚊の卵に直接感染させることで共生個体を作りだし、その子孫に十数代に渡って共生状態を受け継がさせることに成功している。
ボルバキアは、蚊の唾液管径よりも大きいため、直接人体や他の哺乳動物に感染することもなく、また環境にありふれた存在で、人体等に対して悪影響を及ぼすこともない。デングウイルスの増殖を抑えるプロセスは明らかにされていないが、ボルバキアに共生した個体群を野に放ち、共生体がネッタイシマカの集団内に広まっていくことで、デング熱の感染リスクが低下することが期待されている。
既に、オーストラリアやベトナム、インドネシアで小規模な定着実験が実施されており、成功裏に終わっている。2021年からはブラジルでボルバキアに感染させた蚊を週に160万匹ずつ放虫するプログラムが開始されている。
一方で、2025年、フィリピンではデング熱対策の一環として、蚊5匹あたり1ペソ（2.6円）で買い上げる制度を始める村が現れた。

## 治療
デング熱に対する特別な治療法はなく、対症療法が行われる。治療は症状によって異なり、自宅で経口補水療法を行いながら経過を見る場合から、入院して点滴静脈注射や輸血を行う場合まで様々である。入院が必要かどうかの決定は一般的に、上記の表にある「警戒兆候」の有無に基づいて行われ、特に既往症のある患者は入院が必要になることがある。
通常、点滴は、1 - 2日間だけ必要となる。輸液の速度は、0.5 - 1 mL/kg・hの排尿量、安定したバイタルサイン、さらに正常なヘマトクリット値が得られるように調節される。経鼻挿管、筋肉内注射、そして動脈穿刺などの侵襲的な医療処置は、出血のリスクがあるため避けられる。
患者の不快感低減のために、解熱薬や鎮痛薬として、アセトアミノフェンが使用される。イブプロフェンやアスピリン（アセチルサリチル酸）、ロキソニン（ロキソプロフェン）などサリチル酸の非ステロイド性抗炎症薬は、出血傾向やアシドーシスを助長することから、禁忌である。
ヘマトクリット値が減少し、不安定なバイタルサインが見られる場合、ヘモグロビン濃度が輸血を開始すべき所定の値まで下がるのを待つことなく、早急に輸血が開始される。輸血には、濃厚赤血球や全血が奨励され、血小板や新鮮凍結血漿は、通常薦められていない。
回復期に入ると、静脈内点滴は水分過負荷状態を避けるために中止される。水分過負荷が起きた場合、バイタルサインが安定しているのであれば、水分補給を中止するだけでよい。重症期でなければ、循環している余分な水分を取り除くために、フロセミドなどのループ利尿剤が使用されることもある。

## 流行

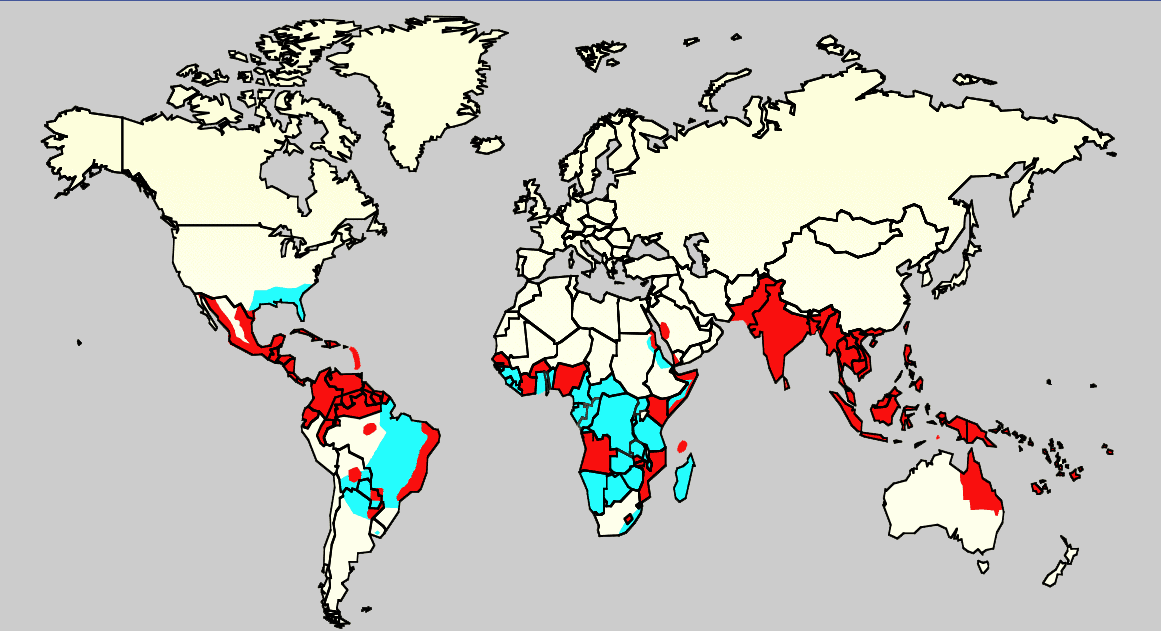
デング熱の分布（2006年時点）
赤: デング熱の流行地域とネッタイシマカの生息域
青: ネッタイシマカの生息域のみ

デング熱にかかった人は、ほとんどの場合、問題なく順調に回復する。治療せずに死亡に至る割合は1 - 5%で、適切な治療を行えば、その割合は1%を下回る。しかし、重症例における死亡率は26%に及ぶ。デング熱は、110か国以上で風土病となっている。世界中で毎年5000万から1億人が感染していて、そのうち約50万人が入院し、およそ12,500 - 25,000人が死亡している。
デング熱は節足動物によって媒介されるウイルス性疾患では最も一般的で、100万人当たり1600障害調整生命年の疾病負荷と推定されており、これは、結核などの他の小児病や熱帯病と同等である。熱帯病のひとつであるデング熱は、マラリアに次ぎ2番目に重要視されていて、世界保健機構は、デング熱を16ある顧みられない病気のひとつとしている。
デング熱の発生率は、1960年 - 2010年の間で30倍に増加した。これは、都市化、人口増加、海外旅行の増加、地球温暖化が原因と考えられる。デング熱が流行している地域は赤道付近に分布しており、そこに住んでいる人々は合計25億人にのぼり、このうち7割以上の約18億人がアジアと太平洋の流行地域に住んでいる。流行地域で発熱してアメリカ合衆国に帰国した人のうち、デング熱に感染したと診断される人の割合は2.9 - 8.0%であり、これは、同じ症状を呈する帰国者の中で、マラリア感染に次いで2番目に多い。
2003年までデング熱は、潜在的な生物兵器に分類されていたが、その後、この分類からは取り除かれた。伝染させるのはあまりにも難しく、出血熱を引き起こす割合が比較的低いからである。
多くのアルボウイルスと同様にデングウイルスは、吸血媒介動物や脊椎動物宿主の周りに自然と集まる。ウイルスは、メスのヤブカ（ネッタイシマカ以外の種）から、その子孫や下等霊長類へと伝播することで、東南アジアやアフリカの森林に留まる。ウイルスがいる農村部では、ネッタイシマカやヒトスジシマカなどその他のヤブカの種によって、ウイルスがヒトへと伝播する。都市部では、家屋に潜むネッタイシマカによって、主にウイルスがヒトへと伝播する。下等霊長類やヒトが感染した場合、伝播するデングウイルスの数は大幅に増加する。これを遺伝子増幅と呼ぶ。ヒトへの感染にとってもっとも大きな脅威となっているのは、都市におけるデングウイルスの寄生と感染のサイクルであり、このため、デング熱感染症は、主に町や都市に限られている。ここ数十年で、流行地域の村、町、都市が拡大し、ヒトの移動が増加したことによって、ウイルスの流行と伝播するウイルスの数が増え続けている。デング熱は、かつて東南アジアに限定されていたが、現在は中国南部、太平洋やアメリカ諸国にまで広まっている。2007年雨季にはアンコール遺跡観光拠点の町シェムリアプなどで主に子供を中心として流行が認められた。2007年10月、台湾（中華民国）南部の台南市において511人の感染が報告された。特に2010年はインドネシアが79例（うち51例がバリ島）で、その他インド、フィリピン、タイでの感染事例が多く報告された。ハワイでは1940年代にネッタイシマカが根絶されてデング熱も60年間発生していなかったが、2001から2002年にかけて流行し、122人の患者が発生した。2014年にはフィジーにおいても発症が広まり1万人以上が感染し11人が死亡した。
デング熱は、さらにヨーロッパにまで脅威をもたらす可能性がある。

### 日本での流行
日本でも第二次世界大戦中、南方の戦地から持ち帰られたウイルスが、日本にも生息するヒトスジシマカによって媒介され、長崎市、佐世保市、広島市、神戸市、大阪市など西日本で流行し20万人が発病したことがある。長崎での流行は、当時堀田進らが報告した。また、堀田らは、長崎のデング熱患者からデングウイルスを分離することに成功した。
その後、2014年まで日本国内での流行は無かったが、世界からの輸入感染症（海外で感染してデング熱を発症する症例）は、毎年100例前後（2010年は245症例）報告されている。2014年には約70年ぶりにデング熱の国内感染が確認された。

## 歴史
デング熱と見られる症例について最初に記録されたのは、晋で書かれた医学百科事典で、デング熱に関連する飛ぶ虫について「水毒」と言及している。17世紀に、デング熱の流行について説明されたが、もっともな報告が最初に発表されたのは、1779 - 1780年のことである。この時、アジア、アフリカ、北米で大流行していた。それ以降1940年までは、流行はあまり見られなかった。
1906年になると、デング熱がヤブカによって媒介されることが確認され、1907年には、黄熱病に次いで2番目に早く、ウイルスが原因の疾患であると発表された。その後、ジョン・バートン・クレランド（John Burton Cleland）とジョゼフ・フランクリン・サイラー（Joseph Franklin Siler）によってさらに調査が進められ、デング熱の伝染に関する基本的な理解が確立された。
日本語の文献では、1922年（大正11年）に台湾軍軍医部がまとめた『熱帯衛生並ニ熱帯病提要』に、1915年（大正4年）5月から10月にかけて、台湾全土でデング熱が流行し、台湾軍内では、141名が罹患したことが記録されている。
第二次世界大戦中や戦後になると、デング熱は著しく広まり、生態に混乱を来たしている。これと同じ流れで、デング熱の異なる血清型が新しい地域に普及し、デング出血熱が出現した。1953年に、デング熱の重症型が初めてフィリピンで報告された。1970年代になると、デング出血熱は乳幼児死亡率を引き上げる要因となり、太平洋地域やアメリカ大陸に現れるようになった。さらに1981年には、デング出血熱やデングショック症候群が、初めて中南米で確認されたが、それは数年前にはDENV-1に感染した人がDENV-2にも感染したためである。

### 語源

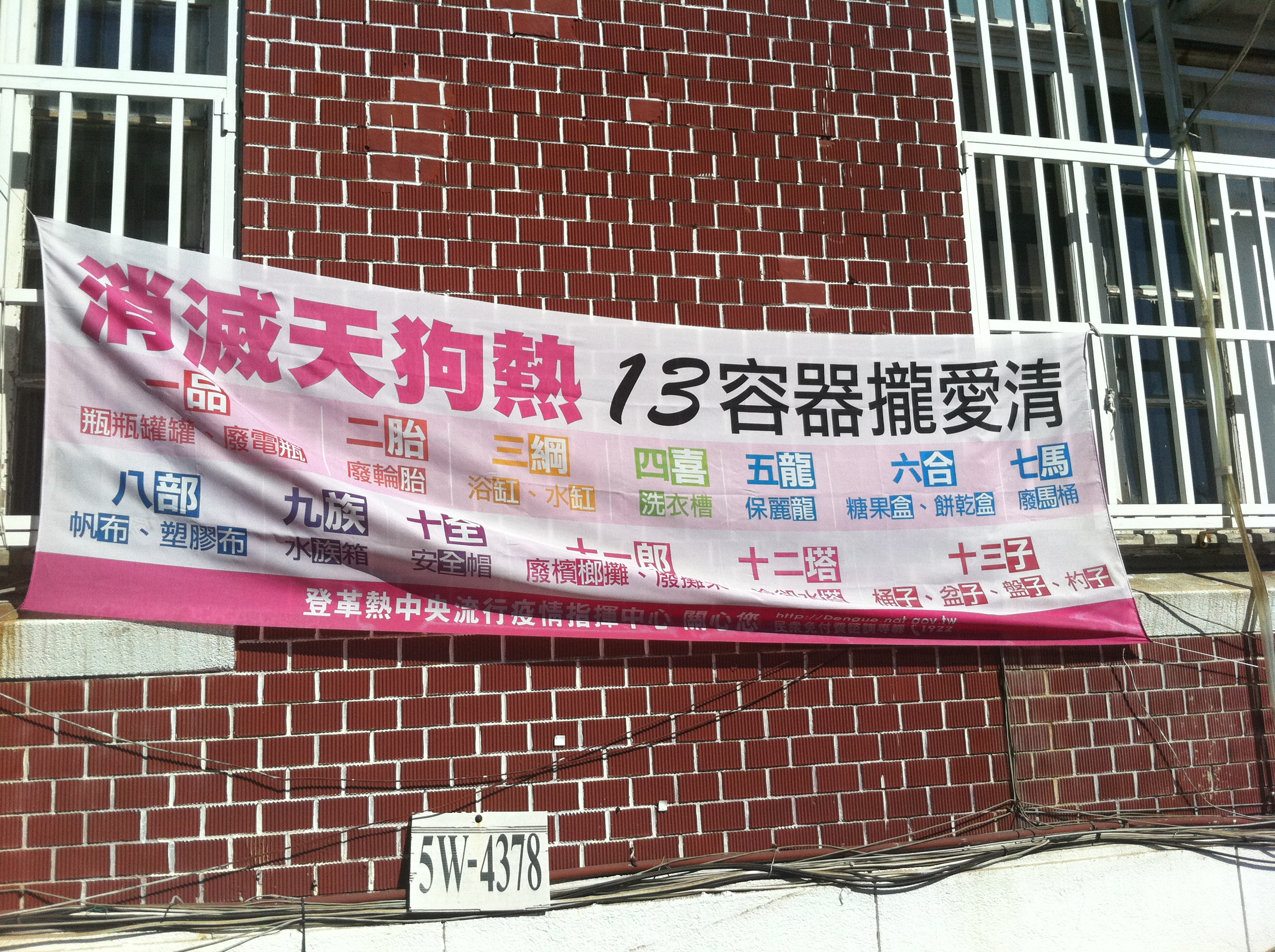
台湾の「天狗熱」の用例（台南市）

「デング（dengue 英語: [ˈdɛŋgi] フランス語: [dɛ̃g] ドイツ語: [ˈdɛŋge]）」の語源は明らかではないが、スペイン語: dengue（[ˈdeŋge]、引きつり・こわばり）が由来という説や、スワヒリ語で「霊魂に取り付かれた状態」を意味する言葉に由来するという説もある。デング熱に苦しんでいた西インド諸島の奴隷たちが、ダンディな（気取った）姿勢や歩き方をしていたと言われていて、「ダンディ熱（dandy fever）」とも呼ばれるようになった。台湾語では日本統治時代から「天狗熱」（thian-káu-jia̍t）という名称を使い続ける。
英語ではデング熱はbreak-bone fever（骨に激しい痛みを伴う発熱）とも呼ばれるが、この用語が初めて使われたのは1789年のことで、医師だったアメリカ合衆国建国の父ベンジャミン・ラッシュ（Benjamin Rush）が、1780年フィラデルフィアで起きた流行を記述した報告書の中で使用した。実際には、その報告書の中で彼は、より正式な用語である「胆汁性寛解型発熱（bilious remitting fever）」の方を多用している。デング熱という用語が一般的に使われるようになったのは、1828年以降のことである。そのほか、過去に使用された用語に「激しい発熱（breakheart fever）」や「ラ・デング（la dengue）」がある。重度の疾患を示す用語には、「感染性血小板減少性紫斑病（infectious thrombocytopenic purpura）」や「フィリピン出血熱」、「タイ出血熱」、「シンガポール出血熱」がある。

## 予防ワクチンならびに治療薬の研究開発

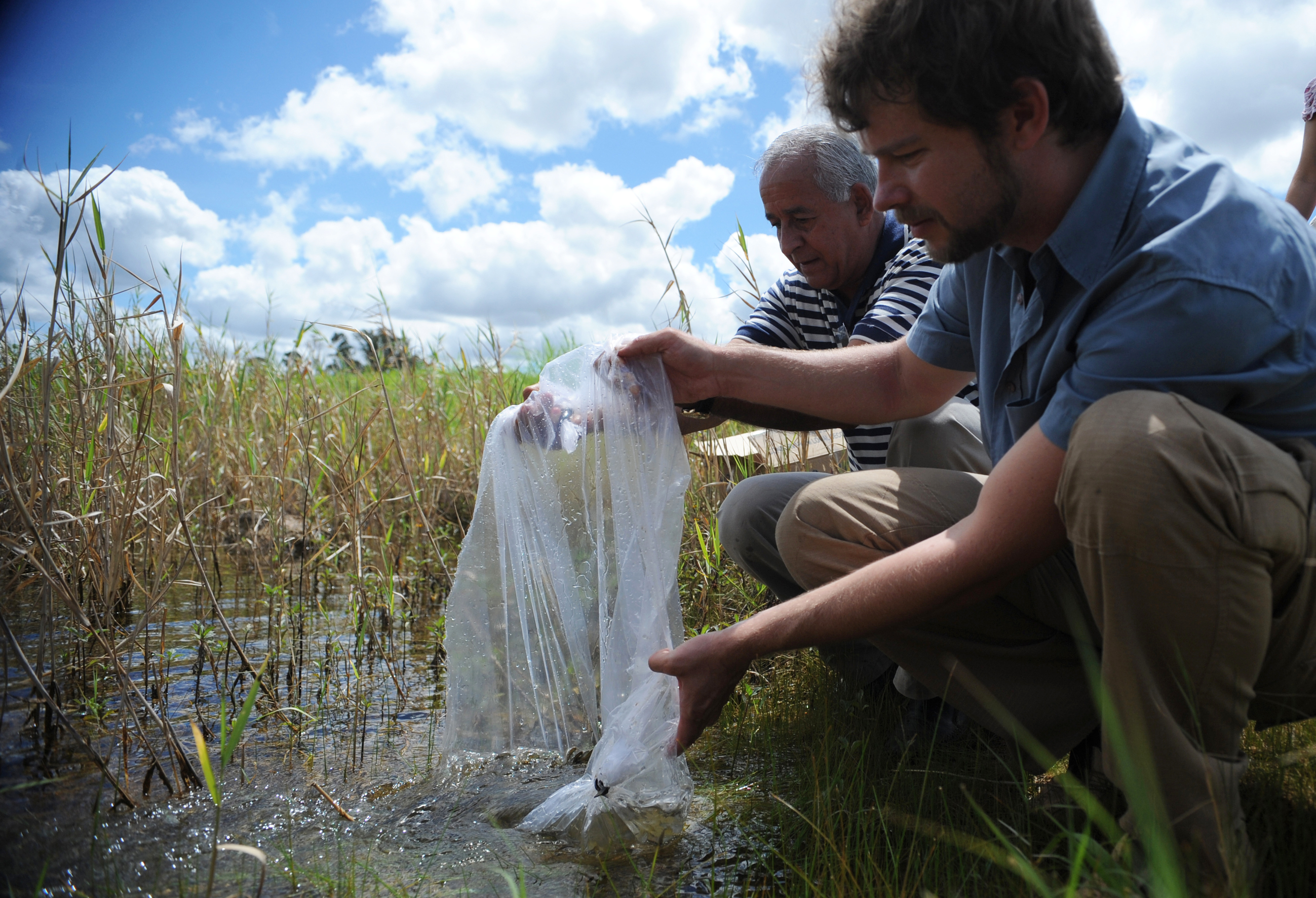
媒介動物駆除の一環として、グッピー（P. reticulata）の稚魚をブラジル・ブラジリア地区にあるラーゴ・ノルテ（Lago Norte）のため池に放つ公衆衛生担当者

デング熱の予防および治療のための研究は、様々な手段を用いて、媒介動物の駆除、ワクチンや抗ウイルス薬の開発に尽力している。
媒介動物の駆除として、蚊の生態数を減らすために新たな方法が採られ、中にはグッピー（Poecilia reticulata）やカイアシ類を水中に放し、蚊の幼虫を食べさせることで、成功しているものもある。蚊の集団をボルバキア属の細菌に感染させる試みも続けられており、このようにして蚊の数を減らし、デングウイルスに対抗している。

### デングワクチン
DENVの4種血清型が存在し、全ての血清型に対応したワクチンで無いと、異なる血清型のウイルスに2度目感染した場合に1度目の感染よりも重症化する現象（抗体依存性感染増強）が発生する。また、デング熱の場合は血清型が異なるとワクチンは効力を有しない。従って4価ワクチンの開発が求められている。
2016年、デング熱の一部有効なワクチンがフィリピンとインドネシアで市販されるようになった。 メキシコ、ブラジル、エルサルバドル、コスタリカ、シンガポール、パラグアイ、ヨーロッパの大部分、および米国で使用が承認されている。このワクチンは、デング熱に過去に感染したことのある人、または9歳までにほとんどの人（80％以上）が感染している集団にのみ推奨されている。過去に感染したことのない人には、その後の感染を悪化させる可能性があるというエビデンスがある。このような理由から、フランスPrescrire誌（La Revue Prescrire）は、このワクチンは、この病気が一般的な地域であっても、大規模な予防接種には適していないとしている。
ワクチンはサノフィ社によって製造されており、デングバクシア（Dengvaxia）というブランド名で販売されている。このワクチンは、黄熱病ウイルスと4つのデング熱血清型のそれぞれの弱体化した組み合わせに基づいている。ワクチンの研究では、66％の効果があり、重症化した症例の80～90%以上を予防できることがわかった。これは一部の人が望んでいたものよりも低い効果である。インドネシアでは、推奨される3回の接種で約207 USドルかかる。
現在のワクチンには限界があるため、ワクチンの研究は継続されており、第5の血清型が織り込まれる可能性がある。 懸念事項の1つは、ワクチンが抗体依存性感染増強（antibody-dependent enhancement; ADE）を介して重症化のリスクを高める可能性があることである。理想的なワクチンは、安全で、1回または2回の注射で効果があり、すべての血清型をカバーし、ADEに寄与せず、輸送および保存が容易であり、手頃な価格で費用対効果が高いものである。
2015年時点、主なものとして以下の開発が行われている。
- キメラデング 4価ワクチン（サノフィー・パスツール社）[86]。
- CYD-TDV
- 不活化ワクチン
- 遺伝子組換え弱毒生 4価デングワクチン（CYD-TDV）[87][88] : 接種回数は3回、 接種間隔は6カ月で皮下接種で投与する[72]。ワクチン接種は抗体陽性者, またはデング熱が検査診断された既往のある者のみを対象とすべきと推奨されている[72]。2019年11月、武田薬品がドイツに建設中の工場が完成したと報道された[89]。感染拡大にて、2024年2月に武田薬品工業は新たにインドでデング熱ワクチンを製造すると発表した[90]。

### 治療薬
ヤブカが広まるのを制御したり、デング熱のためのワクチンを開発する試みとは別に、抗ウイルス薬の開発努力も進行中で、将来的にデング熱の治療や重度の合併症の防止に使用されるだろう。ウイルスタンパク質の構造を発見したことは、有効な薬の開発に役立つ。有効と思われるターゲットのタンパク質は以下の通りである。第1に、NS5遺伝子にコードされているウイルスのRNA依存性RNAポリメラーゼを阻害するための取り組みである。NS5は、ヌクレオシド類似体（Nucleoside analog）でウイルスの遺伝物質を複製する。第2に、NS3遺伝子にコードされているウイルスのプロテアーゼに特異的な酵素阻害剤の開発である。NS3は、ウイルスタンパク質をタンパク質スプライシングする。最後に、侵入阻害剤の開発である。これにより、ウイルスが細胞に侵入するのを防いだり、ウイルス複製に必要なRNAの5'末端の修飾を阻害する。
新薬開発のために分散コンピューティングを用いるWorld Community Gridでも、テキサス大学医学部が主催のもと2010年からデング熱、C型肝炎、西ナイル熱、および黄熱の新薬開発が行われている他、日本の医学生物学研究所も、大阪大学などと共同の完全ヒト型抗デングウイルス抗体の臨床試験に向けた研究の実施を発表している。